# Bun bo nam bo
Bun bo nam bo (vietnamsky Bún bò Nam Bộ, doslova nudle s hovězím masem z jihu) je tradiční jihovietnamské jídlo z rýžových nudlí (bun), hovězího masa (bo) a zeleniny.

## Rozšíření
Jídlo má původ a je rozšířeno v jižní polovině Vietnamu. Populární je v Hanoji jako pouliční jídlo. Dnes je častým jídlem prodávaným ve vietnamských restauracích ve světě.

## Složení a příprava
Základem jídla jsou vařené tenké kulaté rýžové nudle a v rybí omáčce marinované smažené hovězí maso. K tomu je přiloženo množství zeleniny, jako je okurka, mungo klíčky, červené zelí, mrkev nebo arašídy. 